# Rouffiac (Charente)
Rouffiac település Franciaországban, Charente megyében. Lakosainak száma 119 fő (2022. január 1.). Rouffiac Les Essards, Orival, Saint-Quentin-de-Chalais és Saint-Romain községekkel határos.

## Népesség
A település népessége az elmúlt években az alábbi módon változott:
| Lakosok száma | 159  | 131  | 106  | 114  | 123  | 127  | 122  | 120  | 120  | 119  |
|               | 1968 | 1982 | 1990 | 2006 | 2013 | 2015 | 2017 | 2019 | 2020 | 2022 |